# Embaixada do Brasil em Díli
A Embaixada do Brasil em Díli é a missão diplomática brasileira de Timor-Leste. A missão diplomática se encontra no endereço, Rua Governador Serpa Rosa s/n - Bairro do Farol, Díli, Timor-Leste.